# Liste der japanischen Botschafter in Südkorea

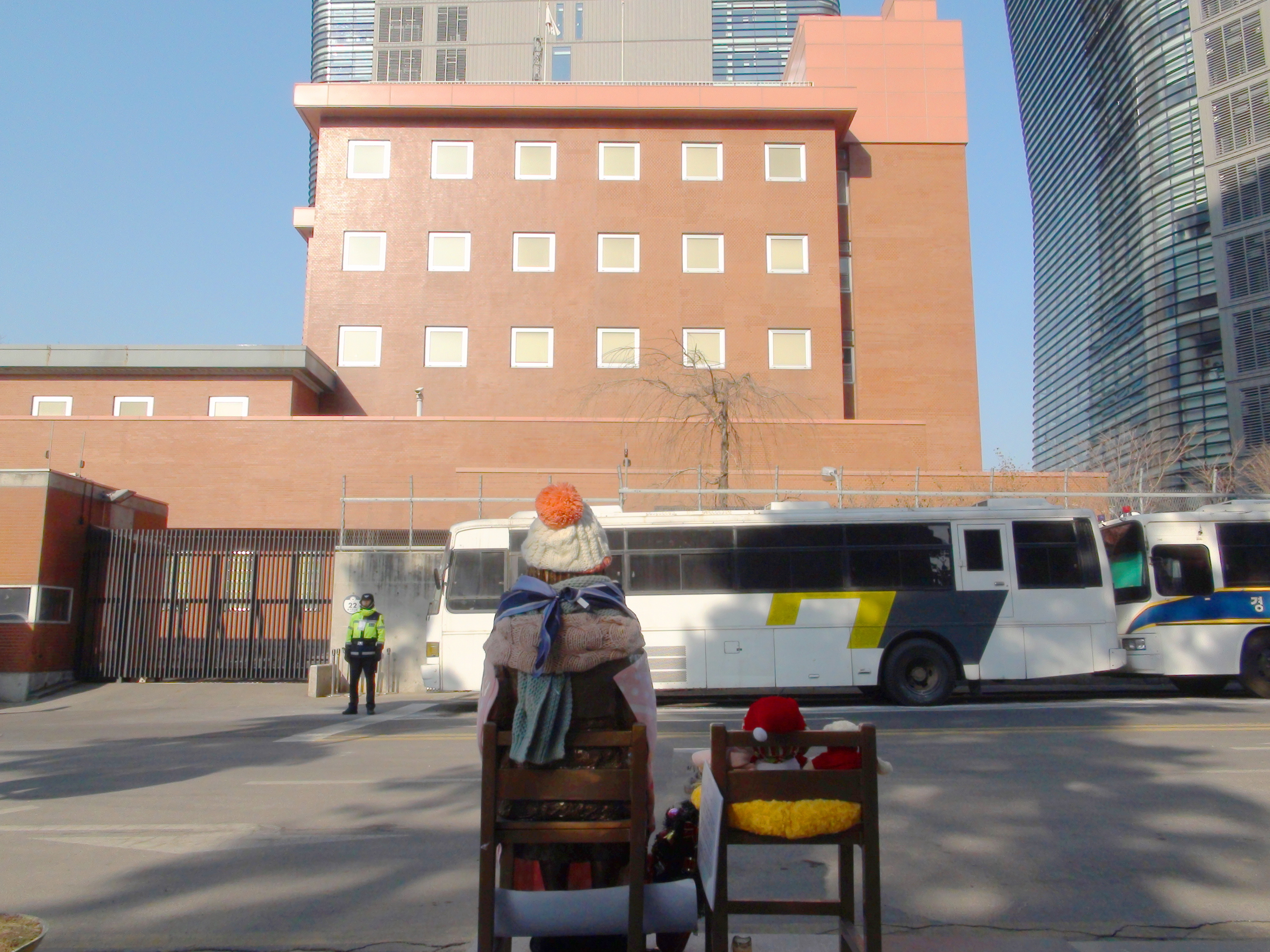
Die Japanische Botschaft in Südkorea in Seoul.

Seit der Aufnahme diplomatischer Beziehungen zwischen Japan und dem 1948 gegründeten Südkorea durch das entsprechende Abkommen 1965 gab es folgende japanische Botschafter in Südkorea:
| Botschafter        | Japanisch  | ernannt während der Regierung von | akkreditiert während der Regierung von | von          | bis  |
| ------------------ | ---------- | --------------------------------- | -------------------------------------- | ------------ | ---- |
| Maeda Toshikazu    | 前田利一   | Satō Eisaku                       | Park Chung-hee                         | 1965         | 1966 |
| Shiroshichi Kimura | 木村四郎七 | Satō Eisaku                       | Park Chung-hee                         | 1966         | 1968 |
| Masahide Kanayama  | 金山政英   | Satō Eisaku                       | Park Chung-hee                         | 1968         | 1972 |
| Serail Toraro      | 後宮虎郎   | Tanaka Kakuei                     | Park Chung-hee                         | 1972         | 1975 |
| Akira Nishiyama    | 西山昭     | Miki Takeo                        | Park Chung-hee                         | 1975         | 1977 |
| Sunobe Ryosan      | 須之部量三 | Fukuda Takeo                      | Park Chung-hee                         | 1977         | 1981 |
| Maeda Toshikazu    | 前田利一   | Suzuki Zenkō                      | Chun Doo-hwan                          | 1981         | 1984 |
| Gomiko Seisho      | 御巫清尚   | Nakasone Yasuhiro                 | Chun Doo-hwan                          | 1984         | 1987 |
| Shinichi Yanai     | 梁井新一   | Takeshita Noboru                  | Chun Doo-hwan                          | 1987         | 1990 |
| Willow Kenichi     | 柳健一     | Kaifu Toshiki                     | Roh Tae-woo                            | 1990         | 1992 |
| Toshio Goto        | 後藤利雄   | Miyazawa Kiichi                   | Roh Tae-woo                            | 1992         | 1994 |
| Yamashita Arata    | 山下新太郞 | Murayama Tomiichi                 | Kim Young-sam                          | 1994         | 1997 |
| Ogura Kazuo        | 小倉和夫   | Hashimoto Ryūtarō                 | Kim Young-sam                          | 1997         | 1999 |
| Terada Terukai     | 寺田輝介   | Mori Yoshirō                      | Kim Dae-jung                           | 2000         | 2003 |
| Toshiyuki Takano   | 高野紀元   | Koizumi Jun’ichirō                | Roh Moo-hyun                           | 2003         | 2005 |
| Shotaro Oshima     | 大島正太郎 | Koizumi Jun’ichirō                | Roh Moo-hyun                           | 2005         | 2007 |
| Juie Toshinori     | 重家俊範   | Fukuda Yasuo                      | Roh Moo-hyun                           | 2007         | 2010 |
| Masatoshi Muto     | 武藤正敏   | Kan Naoto                         | Lee Myung-bak                          | 2010         | 2012 |
| Koro Bessho        | 別所浩郎   | Noda Yoshihiko                    | Lee Myung-bak                          | 6. Dez. 2012 |      |